# Lose the Heat 3: Highway Hero
Lose the Heat 3: Highway Hero es un videojuego de carreras desarrollado por Silent Bay Studios y publicado por Spil Games para navegador. Fue lanzado el 3 de agosto de 2012. Es la tercera entrega de la serie Lose the Heat.

## Jugabilidad
El juego sigue diferentes misiones. Se diferencian en la ubicación del mapa, la longitud y la dificultad. El jugador es perseguido y bloqueado por vehículos policiales, helicópteros policiales y vehículos todoterreno de la policía. Al principio, solo hay coches de policía persiguiendo al jugador, pero más tarde, los coches de policía bloquean el camino, mientras los helicópteros de la policía disparan misiles al jugador, mientras los vehículos todoterreno de la policía abren fuego contra el jugador, y más. El juego ofrece muchas formas de evitar ser arrestado mientras ganas puntos. Hay ayuda en el mapa que pueden utilizar simplemente pasando por los puntos marcados.
El jugador conduce principalmente en la carretera, pero de vez en cuando, tiene que luchar para mantener su automóvil en la carretera mientras pasa por tierra, atajos y saltos. El vehículo se daña cuando el jugador choca o cuando los vehículos policiales o sus armas lo alcanzan. Por supuesto, hay kits de reparación en la carretera que repararán el coche en poco tiempo.
Todos los vehículos del juego están equipados con la opción nitro que el jugador puede activar simplemente presionando el botón X. Cuantos más vehículos policiales dañe y arruine el jugador, más combustible nitro podrá utilizar.
El jugador podría preguntarse acerca del ícono del camión a la izquierda de la pantalla. Este ícono les da un camión para conducir durante varios segundos. Por supuesto, el jugador puede recolectar dicho ícono en la carretera, lo que le garantizará el camión de respaldo en solo un segundo. Cuando el ícono está lleno, el jugador puede llamar a este camión presionando el botón V. Les proporcionará la máxima protección mientras el vehículo esté en el interior. Esta función es muy útil si el coche no se puede reparar a tiempo.
Los controles de carreteras y los helicópteros de la policía son otros obstáculos en el camino. Lo único que el jugador tiene que hacer es pasar los controles de carretera en el lugar correcto para poder ganar puntos y destruir el bloqueo, mientras que los helicópteros de la policía, el jugador simplemente debe evitarlos debido a sus misiles de alta potencia que destruirán su coche durante segundos.